# 普希金廣場

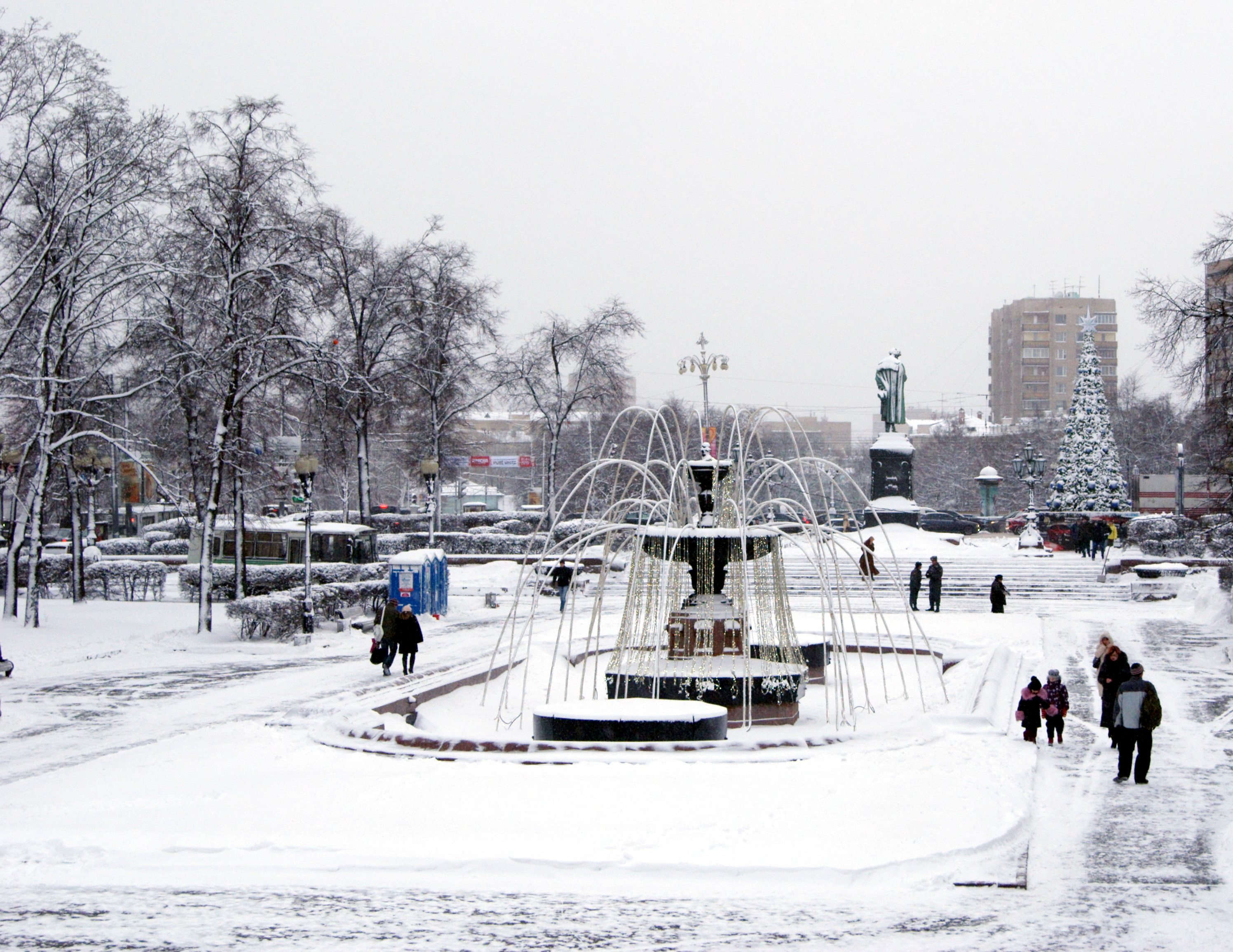
冬日普希金廣場

55°45′56″N 37°36′21″E / 55.76556°N 37.60583°E
普希金廣場（羅馬化：Pushkinskaya ploshchad）是俄羅斯首府莫斯科中心特維爾區的廣場，位於特維爾大街和莫斯科林蔭環路的交界處。距克里姆林宮兩公里。
昔日因廣場上的苦行修道院（1930年代拆毀）而命名為苦行廣場（Страстная площадь）。1880年紀念俄羅斯詩人亞歷山大·普希金的銅像落成，由屠格涅夫和杜斯妥也夫斯基揭幕。1937年廣場為紀念詩人而易名。1950年銅像被遷移至昔日修道院的所在。
1990年，俄羅斯第一家麥當勞餐廳在這裡開幕。2022年，麥當勞公司因俄羅斯入侵烏克蘭而全面撤出俄羅斯，將現存業務轉售予商人亞歷山大·戈沃爾，並將全部餐廳以「美味就是這樣」的名義重新開幕。首家麥當勞的原址也是第一家「美味就是這樣」開幕剪綵的地方。

## 外部連結
- 维基共享资源上的相關多媒體資源：
Pushkinskaya Square
- 3D model of Pushkinskaya Square （页面存档备份，存于）